# Мохаммад Сабах ас-Салем ас-Сабах
Його високість шейх Мохаммад Сабах Аль-Салем Аль-Сабах (араб. لشيخ محمد صباح السالم الصباح‎ (10 жовтня 1955 , Ель-Кувейт )) — економіст та дипломат, високопоставлений член королівської родини Кувейту.
Прем'єр-міністр Кувейту 17 січня — 15 квітня 2024
.

## Раннє життя та освіта
Народився 10 жовтня 1955 року
,
Аль-Сабах є сином шейха Сабаха III Ас-Салема Ас-Сабаха, колишнього еміра Кувейту, і Нурії аль-Ахмад ас-Сабаха, сестри нинішнього еміра.
Його старший брат — Салем Сабах аль-Салем ас-Сабах, обіймав посади міністра оборони та внутрішніх справ.
Мохаммед Сабах Аль Сабах здобув ступінь бакалавра економіки в коледжі Клермонт-Маккенна
коледжі Клермонт Маккенна,
а потім — ступінь магістра та доктора філософії з економіки та близькосхідних досліджень у Гарвардському університеті
.

## Кар'єра

### Державна служба
Призначений у 1993 році послом Кувейту у Сполучених Штатах, він обіймав цю посаду до 14 лютого 2001 року, після звільнення — міністра закордонних справ.
Січень 2003 — липень 2003 обіймав посаду міністра фінансів
.
11 лютого 2006 року був призначений заступником прем'єр-міністра, продовжуючи також виконувати обов'язки міністра закордонних справ.
Він подав у відставку з посади 18 жовтня 2011 року на знак протесту проти ймовірної корупції в уряді Кувейту
.
Згодом працював як запрошений науковий співробітник Оксфордського університету.
.

### Прем'єр-міністр
4 січня 2024 емір Кувейту шейх Мішааль аль-Ахмед аль-Джабер ас-Сабах, призначив шейха Мохаммада Сабаха аль-Салема аль-Сабаха прем'єр-міністром Кувейту
.
Був приведений до присяги 17 січня 2024, вперше за 20 років, коли цю посаду обійняв нащадок гілки Бану Салем кувейтської правлячої сім'ї
.

## Особисте життя
Аль-Сабах одружений з Фер'ял Дуайдж ас-Салман ас-Сабах, у них четверо дітей — два сини і дві дочки
.